# Coupe de Zambie de football
La Coupe de Zambie de football a été créée en 1961. Elle a porté plusieurs noms différents : Castle Cup, Independence Cup, Mosi Cup, Barclays Cup puis ABSA Cup.

## Palmarès

### Castle Cup
- 1961 : City of Lusaka
- 1962 : Roan United (Luanshya) 4-3 Nchanga Sports
- 1963 : Mufulira Blackpool
- 1964 : City of Lusaka 2-1 Mufulira Blackpool
- 1965 : Mufulira Wanderers 5-2 (a.p.) City of Lusaka
- 1966 : Mufulira Wanderers 4-2 Broken Hill Wanderers
- 1967 : Kabwe Warriors
- 1968 : Mufulira Wanderers
- 1969 : Kabwe Warriors
- 1970 : Ndola United 2-1 Kabwe Warriors
- 1971 : Mufulira Wanderers 6-1 Kitwe United
- 1972 : Kabwe Warriors
- 1973 : Mufulira Wanderers 3-1 Butondo Western Tigers
- 1974 : Mufulira Wanderers 2-1 Rhokana United

### Independence Cup
- 1975 : Mufulira Wanderers 2-1 Green Buffaloes (Lusaka)
- 1976 : Mufulira Wanderers 4-3 Butondo Western Tigers
- 1977 : Roan United (Luanshya) 4-3 Mufulira Wanderers
- 1978 : Nchanga Rovers (Chingola) 2-1 Mufulira Wanderers
- 1979 : Power Dynamos (Kitwe) 0-0 (7 t.a.b. à 6) Ndola United
- 1980 : Power Dynamos (Kitwe) 2-0 Green Buffaloes (Lusaka)
- 1981 : Vitafoam United (Ndola) 2-1 Strike Rovers (Ndola)
- 1982 : Power Dynamos (Kitwe) 5-0 Konkola Blades (Chilabombwe)
- 1983 : Konkola Blades (Chilabombwe)
- 1984 : Kabwe Warriors
- 1985 : Strike Rovers (Ndola)
- 1986 : Nkana Red Devils (Kitwe)
- 1987 : Kabwe Warriors
- 1988 : Mufulira Wanderers
- 1989 : Nkana Red Devils (Kitwe)
- 1990 : Power Dynamos (Kitwe)
- 1991 : Nkana Red Devils (Kitwe)
- 1992 : Nkana FC (Kitwe)

### Mosi Cup
- 1993 : Nkana FC (Kitwe)
- 1994 : Roan United (Luanshya)
- 1995 : Mufulira Wanderers 1-0 Rumlex
- 1996 : Roan United (Luanshya) 1-0 Nchanga Rovers (Chingola)
- 1997 : Power Dynamos (Kitwe) 1-0 City of Lusaka
- 1998 : Konkola Blades (Chilabombwe) 2-1 Zanaco FC (Lusaka)
- 1999 : Zamsure bat Power Dynamos (Kitwe)
- 2000 : Nkana FC (Kitwe) 0-0 (7 t.a.b. à 6) Green Buffaloes (Lusaka)
- 2001 : Power Dynamos (Kitwe) 1-0 Kabwe Warriors
- 2002 : Zanaco FC (Lusaka) 2-2 (3 t.a.b. à 2) Power Dynamos (Kitwe)
- 2003 : Power Dynamos (Kitwe) 1-0 Kabwe Warriors
- 2004 : Lusaka Celtic 2-1 Kabwe Warriors
- 2005 : Green Buffaloes (Lusaka) 2-1 Red Arrows Football Club (Lusaka)
- 2006 : ZESCO United (Ndola) 2-0 Red Arrows Football Club (Lusaka)
- 2007 : Red Arrows Football Club (Lusaka) 2-2 [3-2 t.a.b] ZESCO United

### Barclays Cup
- 2007 : ZESCO United 0-0 (4-2 t.a.b.) Chambishi
- 2008 : ZESCO United 1-0 Power Dynamos
- 2009 : Power Dynamos 2-1 Green Buffaloes
- 2010 : ZESCO United 2-0 Zanaco FC
- 2011 : Power Dynamos 2-1 Konkola Blades
- 2013 : NAPSA Stars 4-4  (4-2 t.a.b.) Power Dynamos
- 2014 : ZESCO United 3-0 Nkana FC
- 2015 : Green Buffaloes 2-0 Nkwazi FC
- 2016 : ZESCO United 1-0 Zanaco FC
- 2017 : Zanaco FC 2-1  NAPSA Stars
- 2018 : Nkana FC 3-0 Young Buffaloes

### ABSA Cup
- 2019 : ZESCO United 4-1 Zanaco FC
- 2020 : non disputé
- 2021 : Lusaka Dynamos 0-0 (3-1 t.a.b.) ZESCO United
- 2022 : NAPSA Stars 2-1 Red Arrows FC
- 2023 : Forest Rangers 2-0 FC Muza
- 2024 : Red Arrows FC 2-1 Kabwe Warriors FC
- 2025 : ZESCO United 1-1 (4-2 t.a.b.) Red Arrows FC